# 武東星
武東星，光電學者，現任國立暨南國際大學校長。曾在大葉大學、中興大學、虎尾科大等校服務。
武東星早年在國立中山大學電機系就讀，從學士到博士在該校就讀。學成後先後在工研院、大葉大學、中興大學、虎尾科大等機構服務，2021年2月1日就任國立暨南國際大學校長，2025年續任獲得通過。

## 外部連結
暨大校長室 （页面存档备份，存于）